# Georges-Jacques Alsters
Georgius Jacobus (Georges-Jacques) Alsters (Gent, 1770 – aldaar, 10 april 1849) was een Belgisch organist en beiaardier.
Hij was zoon van Carolus Albertus Alsters en Livina Josepha Vaernewijck. Hij was getrouwd met Maria Theresia Livina Giellet. Zoon Jacques Georges Alsters werd eveneens componist en organist.
Hij werd op zijn achttiende beiaardier in zijn geboorteplaats. Hij zou die functie blijven bekleden tot aan de sloop van de campanile van het belfort in 1839. Hij was voorts een halve eeuw organist van de Sint-Martinuskerk. Gedurende die tijd schreef hij ook een aantal missen, motetten, litanieën  en andere religieuze werken, die hij voorts uitvoerde in die kerk, maar ook elders in Vlaanderen. Zijn bekendste werk was destijds een Miserere.
Hij was docent van Désiré Van Reysschoot.